# Peter Beckman
Peter Beckman (Des Moines, 1949) è un doppiatore statunitense.
Ha prestato la voce a diversi personaggi dei videogiochi come Zangief della serie Street Fighter, Golbeza di Final Fantasy e Giliath Osborne in The Legend of Heroes: Trails of Cold Steel e The Legend of Heroes: Trails of Cold Steel III.